# Akot
Akot es una ciudad y  municipio situada en el distrito de Akola en el estado de Maharashtra (India). Su población es de 92637 habitantes (2011). 

## Demografía
Según el censo de 2011 la población de Akot era de 92637 habitantes, de los cuales 47733 eran hombres y 44904 eran mujeres. Akottiene una tasa media de alfabetización del 90,39%, superior a la media estatal del 88,48%: la alfabetización masculina es del 90,51%, y la alfabetización femenina del 86,33%.